# Чемпионат СССР по лёгкой атлетике в помещении 1983
Чемпионат СССР по лёгкой атлетике в помещении 1983 года прошёл 18—20 февраля в Москве в легкоатлетическом манеже спорткомплекса «Крылатское». На протяжении 3 дней были разыграны 23 комплекта медалей.
Двукратными победителями турнира стали Валерий Абрамов (бег на 1500 и 3000 метров) и Раиса Махова (бег на 60 и 200 метров).
Высокие результаты показали женщины на дистанции 800 метров, где с результатом 2.00,47 выиграла Любовь Гурина.
Янис Боярс выиграл зимний чемпионат страны в толкании ядра третий раз подряд, всего 6 сантиметров уступил ему 34-летний призёр Олимпийских игр Александр Барышников.
Чемпионат СССР по многоборьям в помещении проводился отдельно 12—13 февраля 1983 года в Запорожье.

## Командное первенство
| Место | Команда        |
| ----- | -------------- |
| 1     | РСФСР          |
| 2     | Украинская ССР |
| 3     | Москва         |

## Медалисты

### Мужчины
| Дисциплина             | Золото                                      | Золото  | Серебро                                 | Серебро | Бронза                                   | Бронза  |
| ---------------------- | ------------------------------------------- | ------- | --------------------------------------- | ------- | ---------------------------------------- | ------- |
| 60 м                   | Виктор Брызгин Украинская ССР Ворошиловград | 6,69    | Александр Евгеньев Ленинград            | 6,70    | Геннадий Мурашов Латвийская ССР Рига     | 6,72    |
| 200 м                  | Иван Бабенко РСФСР Ростов-на-Дону           | 21,37   | не вручалась                            |         | Сергей Соколов Украинская ССР Киев       | 21,50   |
| 200 м                  | Андрей Федорив Украинская ССР Львов         | 21,37   | не вручалась                            |         | Сергей Соколов Украинская ССР Киев       | 21,50   |
| 400 м                  | Евгений Ломтев РСФСР Саратов                | 46,93   | Сергей Ловачёв Узбекская ССР Ташкент    | 47,05   | Алиф Алиев Грузинская ССР Тбилиси        | 48,55   |
| 800 м                  | Виктор Землянский РСФСР Куйбышев            | 1.48,69 | Алексей Литвинов Ленинград              | 1.49,65 | Николай Широков РСФСР Магнитогорск       | 1.49,71 |
| 1500 м                 | Валерий Абрамов РСФСР Московская область    | 3.43,8  | Владимир Малоземлин РСФСР Тольятти      | 3.45,4  | Владимир Кальсин Казахская ССР Алма-Ата  | 3.46,1  |
| 3000 м                 | Валерий Абрамов РСФСР Московская область    | 7.50,89 | Владимир Кальсин Казахская ССР Алма-Ата | 7.56,05 | Сергей Кудлацкий Украинская ССР Киев     | 7.56,26 |
| 3000 м с препятствиями | Сергей Епишин РСФСР Московская область      | 8.23,34 | Борис Нестерук Молдавская ССР Кишинёв   | 8.26,26 | Иван Дану Молдавская ССР Кишинёв         | 8.28,87 |
| 60 м с барьерами       | Вячеслав Устинов Москва                     | 7,74    | Георгий Шабанов РСФСР Псков             | 7,80    | Жан Мхитарян Армянская ССР Ленинакан     | 7,83    |
| Прыжок в высоту        | Сергей Засимович Казахская ССР Караганда    | 2,28 м  | Юрий Шевченко Украинская ССР Киев       | 2,28 м  | Валерий Середа Ленинград                 | 2,26 м  |
| Прыжок с шестом        | Сергей Кулибаба Казахская ССР Алма-Ата      | 5,65 м  | Александр Крупский РСФСР Иркутск        | 5,55 м  | Александр Обижаев Латвийская ССР Рига    | 5,55 м  |
| Прыжок в длину         | Константин Семыкин Москва                   | 8,07 м  | Юрий Харитонов РСФСР Свердловск         | 8,04 м  | Владимир Шабанов Москва                  | 7,93 м  |
| Тройной прыжок         | Яак Уудмяэ Эстонская ССР Тарту              | 17,10 м | Александр Яковлев Украинская ССР Киев   | 17,04 м | Геннадий Валюкевич Белорусская ССР Минск | 16,97 м |
| Толкание ядра          | Янис Боярс Латвийская ССР Стучка            | 20,49 м | Александр Барышников Ленинград          | 20,43 м | Сергей Донских Ленинград                 | 20,07 м |

### Женщины
| Дисциплина       | Золото                                        | Золото  | Серебро                                    | Серебро | Бронза                                          | Бронза  |
| ---------------- | --------------------------------------------- | ------- | ------------------------------------------ | ------- | ----------------------------------------------- | ------- |
| 60 м             | Раиса Махова Украинская ССР Днепропетровск    | 7,37    | Марина Бабенко РСФСР Ростов-на-Дону        | 7,48    | Ирина Григорьева Латвийская ССР Рига            | 7,51    |
| 200 м            | Раиса Махова Украинская ССР Днепропетровск    | 23,70   | Евгения Логинова Москва                    | 24,16   | Марина Бабенко РСФСР Ростов-на-Дону             | 24,19   |
| 400 м            | Мария Пинигина Украинская ССР Киев            | 52,34   | Людмила Белова Москва                      | 52,45   | Елена Корбан-Дидиленко РСФСР Московская область | 52,65   |
| 800 м            | Любовь Гурина РСФСР Киров                     | 2.00,47 | Светлана Китова Москва                     | 2.01,44 | Людмила Борисова РСФСР Краснодар                | 2.01,48 |
| 1500 м           | Екатерина Подкопаева РСФСР Московская область | 4.08,73 | Светлана Попова Украинская ССР Харьков     | 4.09,22 | Надежда Раллдугина Украинская ССР Симферополь   | 4.09,34 |
| 3000 м           | Ольга Двирна Ленинград                        | 9.00,03 | Светлана Гуськова Молдавская ССР Тирасполь | 9.00,50 | Алла Либутина Таджикская ССР Душанбе            | 9.00,96 |
| 60 м с барьерами | Светлана Гусарова Казахская ССР Алма-Ата      | 8,04    | Мария Мерчук Молдавская ССР Кишинёв        | 8,13    | Вера Комисова Ленинград                         | 8,21    |
| Прыжок в высоту  | Тамара Быкова РСФСР Ростов-на-Дону            | 1,91 м  | Лариса Косицына РСФСР Московская область   | 1,88 м  | Людмила Бутузова Узбекская ССР Чирчик           | 1,88 м  |
| Прыжок в высоту  | Тамара Быкова РСФСР Ростов-на-Дону            | 1,91 м  | Лариса Косицына РСФСР Московская область   | 1,88 м  | Марина Сысоева Киргизская ССР Фрунзе            | 1,88 м  |
| Прыжок в длину   | Елена Яцук Украинская ССР Донецк              | 6,57 м  | Елена Иванова Москва                       | 6,53 м  | Татьяна Колпакова Киргизская ССР Фрунзе         | 6,52 м  |
| Толкание ядра    | Наталья Лисовская Москва                      | 20,49 м | Нуну Абашидзе Украинская ССР Одесса        | 20,43 м | Наталья Ахрименко Ленинград                     | 19,82 м |

## Чемпионат СССР по многоборьям
Чемпионы страны в многоборьях определились 12—13 февраля 1983 года в Запорожье в манеже «Запорожсталь». Одновременно с турниром прошёл матч СССР—ГДР, победу в котором одержали советские легкоатлеты (в мужском и женском зачётах). В женском пятиборье Наталья Грачёва установила новое всесоюзное достижение — 4630 очков.

### Мужчины
| Дисциплина | Золото                                | Золото            | Серебро                          | Серебро           | Бронза                       | Бронза           |
| ---------- | ------------------------------------- | ----------------- | -------------------------------- | ----------------- | ---------------------------- | ---------------- |
| Семиборье* | Александр Невский Украинская ССР Киев | 5816 очков (5967) | Тийт Пахкер Эстонская ССР Таллин | 5730 очков (5917) | Сергей Пугач РСФСР Челябинск | 5721 очко (5894) |

### Женщины
| Дисциплина | Золото                                  | Золото            | Серебро                        | Серебро           | Бронза                    | Бронза           |
| ---------- | --------------------------------------- | ----------------- | ------------------------------ | ----------------- | ------------------------- | ---------------- |
| Пятиборье* | Наталья Грачёва Украинская ССР Никополь | 4630 очков (4662) | Светлана Овчинникова Ленинград | 4569 очков (4595) | Наталья Алёшина Ленинград | 4523 очка (4595) |

* Для определения победителя в соревнованиях многоборцев использовалась старая система начисления очков. Пересчёт с использованием современных таблиц перевода результатов в баллы приведён в скобках.